# Liste der denkmalgeschützten Objekte in Gnadenwald
Die Liste der denkmalgeschützten Objekte in Gnadenwald enthält die 5 denkmalgeschützten, unbeweglichen Objekte der Gemeinde Gnadenwald.

## Denkmäler
| Foto |                 | Denkmal                                                                                  | Standort                               | Beschreibung | Metadaten |
| ---- | --------------- | ---------------------------------------------------------------------------------------- | -------------------------------------- | --- | --- |
| ja   | Datei hochladen | Flurkapelle zur Schmerzhaften Muttergottes HERIS-ID: 104119 Objekt-ID: 120758 TKK: 60303 | Gnadenwald Standort KG: Gnadenwald     | Die gemauerte Kapelle wurde in der zweiten Hälfte des 17. Jahrhunderts errichtet. An der Giebelfassade befinden sich ein Segmentbogenportal und darüber ein Giebelfresko der hll. Martin und Antonius. Das Portal und die Gebäudekanten sind mit Architekturmalerei betont. Der Innenraum ist mit einem Tonnengewölbe versehen. | BDA-Hist.: Q37798939 Status: § 2a Stand der BDA-Liste: 2025-06-30 Name: Flurkapelle zur Schmerzhaften Muttergottes GstNr.: 4 Flurkapelle zur Schmerzhaften Muttergottes (Gnadenwald) |
| ja   | Datei hochladen | Kloster hl. Martin HERIS-ID: 55370 Objekt-ID: 64000 TKK: 60302                           | Gnadenwald 1 Standort KG: Gnadenwald   | Im 15. Jahrhundert wurde bei der Kirche St. Martin eine Einsiedelei gegründet. 1499 wurde ein neues Frauenkloster errichtet, das 1520 durch einen Brand zerstört wurde. Seit 1935 nutzen die Tertiarschwestern aus Hall das Gebäude. Die Anlage wurde mehrmals umgebaut und erweitert und besteht heute aus der an die Kirche anschließenden ursprünglichen Einsiedelei (um 1635) und Zubauten aus dem 20. Jahrhundert. In der Einsiedelei findet sich ein kappengewölbter Erdgeschoßflur, das Gästehaus weist eine hölzerne Loggia über zwei Geschoße auf. | BDA-Hist.: Q38065075 Status: § 2a Stand der BDA-Liste: 2025-06-30 Name: Kloster hl. Martin GstNr.: .2, .3, .4, 1 Kloster St. Martin (Gnadenwald)                                     |
| ja   | Datei hochladen | Benefizialkirche hl. Martin HERIS-ID: 55369 Objekt-ID: 63999 TKK: 60301                  | Gnadenwald 1a Standort KG: Gnadenwald  | Die Kirche wurde 1337 erstmals urkundlich erwähnt, im 17. Jahrhundert nach einem Brand neu gebaut und 1724 barockisiert. Der einschiffige, gotisierende Bau weist einen eingezogenen, dreiseitigen und durch Eckpfeiler gegliederten Chor und einen mit einer doppelten Zwiebelhaube abgeschlossenen Turm auf. An der südlichen Längsseite befinden sich ein Rundbogenportal unter einer offenen Vorhalle und ein Fresko des hl. Martin aus der ersten Hälfte des 18. Jahrhunderts. Der Innenraum weist im Langhaus ein Spiegelgewölbe, im Chor ein gotisches Sternrippengewölbe und unter der Empore ein Kreuzgratgewölbe auf. Das Gewölbe ist mit Stuckaturen vom Ende des 17. Jahrhunderts und Gewölbemalereien mit Szenen aus dem Leben des hl. Martin von Michael Ignaz Mildorfer aus dem Jahr 1743 versehen. Im Chor finden sich Reste gotischer Wandbilder vom Ende des 15. Jahrhunderts. | BDA-Hist.: Q38065055 Status: § 2a Stand der BDA-Liste: 2025-06-30 Name: Benefizialkirche hl. Martin GstNr.: .1 Kirche Sankt Martin (Gnadenwald)                                      |
| ja   | Datei hochladen | Widum HERIS-ID: 55371 Objekt-ID: 64001 TKK: 60300                                        | Gnadenwald 26 Standort KG: Gnadenwald  | Der dreigeschoßige barocke Widum neben der Kirche St. Michael wurde 1741 nach Plänen von Franz de Paula Penz errichtet. Die Fassaden sind mit geohrten Fensterfaschen und gemalter Eckquaderung regelmäßig gegliedert. An der Nord- und Südseite in der Mittelachse befindet sich jeweils ein korbbogiges Portal mit Kämpfern und Schlussstein. Im Inneren haben sich einfache Stuckdecken in den Fluren und in mehreren Räumen erhalten. Im zweiten Obergeschoß befindet sich die ehemalige Hauskapelle. | BDA-Hist.: Q38065086 Status: § 2a Stand der BDA-Liste: 2025-06-30 Name: Widum GstNr.: 223 Widum Gnadenwald                                                                           |
| ja   | Datei hochladen | Kath. Pfarrkirche hl. Michael und Friedhof HERIS-ID: 55368 Objekt-ID: 63998 TKK: 60297   | Gnadenwald 26a Standort KG: Gnadenwald | Die Kirche wurde 1337 erstmals urkundlich erwähnt, 1741 nach Plänen von Franz de Paula Penz neu gebaut und 1825 nach Westen verlängert. An das sechsjochige Langhaus schließt ein eingezogener, einjochiger und durch kräftige Streben am Chorschluss gegliederter Chor an. An der Westfassade befinden sich eine auf von zwei Pfeilern gestützte Vorhalle und ein abgefastes Rundbogenportal. Das Innere ist mit einem Tonnengewölbe mit Stichkappen, Pilastergliederung und Stuckaturen von 1741 versehen. Die Deckenmalereien wurden um 1740 von Anton Kirchebner geschaffen. | BDA-Hist.: Q38065045 Status: § 2a Stand der BDA-Liste: 2025-06-30 Name: Kath. Pfarrkirche hl. Michael und Friedhof GstNr.: .46, 243, 242/2 Pfarrkirche Gnadenwald                    |